# Médaille commémorative de Syrie-Cilicie
La médaille commémorative de Syrie-Cilicie, également nommée médaille du Levant, était une décoration française décernée aux militaires impliqués dans les hostilités qui éclatèrent au Moyen-Orient peu après la Première Guerre mondiale.

## Histoire
Instituée en 1922, cette médaille de campagne a été décernée par le gouvernement français pour leur service militaire dans l'entre-deux-guerres, à ceux qui ont servi en son nom, depuis 1918, contre les pouvoirs de fait au Levant.
La campagne du Levant a commencé en janvier 1920, lorsque le royaume arabe de Syrie a engagé les forces armées françaises dans ce qui allait devenir la guerre franco-syrienne. Cette campagne se termine le 24 juillet 1920, lorsque les troupes françaises entrent à Damas et abolissent le royaume arabe de Syrie. La Turquie a profité de la situation en impliquant également la France dans ce que l'on appelle désormais la campagne de Cilicie, opposant les forces coloniales françaises et la Légion arménienne française aux forces turques connues sous le nom de Kuva-yi Milliye. Cette campagne, qui s'est déroulée de mai 1920 à octobre 1921, aboutit à une occupation partielle du territoire turc par la France.
S'ensuivit une paix difficile qui fut rompue le 23 août 1925, lorsque le dirigeant sultan Pacha al-Atrash déclara la révolution contre la France, déclenchant ainsi la grande révolte syrienne (également appelée grande révolte druze), qui dura plusieurs années à être maîtrisée par le gouvernement français.

## Origine
La médaille commémorative Syrie-Cilicie a été instituée par un décret du 18 juillet 1922 à la suite d'un projet de loi initié par un député français, le général de Castelnau, qui était également président de la Commission militaire française.
Une médaille presque identique sponsorisée par Vichy a été produite pendant la Seconde Guerre mondiale pour reconnaître les combats menés par ses forces dans la même zone du 8 juin au 12 juillet 1941, et était ornée du fermoir « LEVANT 1941 ». Les batailles ont impliqué des affrontements entre les forces françaises de Vichy et les Forces françaises libres, ce qui a été et est toujours une source de douleur nationale pour la France. En conséquence, une loi du 12 avril 1944 supprima cette médaille et son droit d'usage.

## Statut
La médaille commémorative Syrie-Cilicie a été décernée à l'Armée du Levant (et au personnel des forces navales et aériennes alliées opérant au large des côtes Syrie-Cilicie entre le 11 novembre 1918 et le 20 octobre 1921) ; ainsi que les militaires ayant participé aux opérations menées entre le 21 juillet 1925 et le 30 septembre 1926 ; et mais aussi aux civils de nationalité française, remplissant les mêmes conditions que les militaires ou les marins.
Avant 1939, une série de décrets autorisaient sa concession après le 30 septembre 1926, dans des conditions bien précises. Ces concessions accordées au personnel civil et militaire en mission spéciale au Liban ou en Syrie étaient très rares. Pour les récompenses postérieures à 1926, la médaille est portée sans fermoir.

## Description

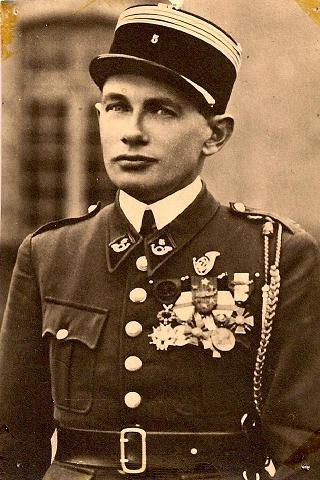
Général de brigade Georges Journois, récipiendaire de la médaille Syrie-Cilicie (Levant).

La médaille commémorative Syrie-Cilicie mesure 30 mm de diamètre circulaire et est sculptée en bronze. L'avers porte l'image en relief de la République sous la forme du profil gauche d'un buste de femme casquée, le casque étant orné d'une couronne de feuilles de chêne. De chaque côté se trouve l'inscription en relief le long de la circonférence « RÉPUBLIQUE FRANÇAISE ».
Le revers, représentant l'armée et la marine, porte des images en relief d'un fusil d'infanterie croisé avec une ancre navale sous deux étendards militaires et des lances surmontées de l'inscription en relief « LEVANT ». Dans certaines variantes, on retrouve l'inscription en relief « HONNEUR ET PATRIE - SYRIE-CILICIE » ou simplement « HONNEUR ET PATRIE ». En arrière-plan, des dunes de sable, le mur d'une kasbah et des palmiers.
La médaille est suspendue à un ruban grâce à un anneau qui passe dans la boucle de suspension de la médaille. L'anneau est orné d'une couronne de laurier de 24 mm de diamètre et d'un demi-croissant en bronze. Le ruban moiré de soie blanche mesure 37 mm de large avec des rayures horizontales bleues de 3 mm de haut et 3 mm équidistantes.
Deux fermoirs dorés à ornements orientaux peuvent être utilisés sur le ruban. Le premier porte l'inscription « LEVANT » pour participation aux opérations entre le 11 novembre 1918 et le 20 octobre 1921. Le deuxième fermoir porte l'inscription en relief « 1925-Levant-1926 » pour les opérations contre les Druzes. Les deux fermoirs pouvaient être ornés et affichés simultanément sur le ruban.

## Destinataires notables (liste partielle)
- Général Georges Catroux
- Général Mariano Goybet
- Général André Hartemann
- Général Georges Journois
- General Raoul Magrin-Vernerey
- Général André-Gaston Prételat
- Général Jacques Théodore Saconney
- Général Raoul Salan
- Général Jean-Édouard Verneau
- Colonel René Génin
- Capitaine Tayeb Tounsi
- Abbé Jules Chaperon